# 苏丹·伊布赖莫夫
苏丹·伊布赖莫维奇·伊布赖莫夫（俄语：Султан Ибраимович Ибраимов；1927年9月20日—1980年12月4日），吉尔吉斯族，苏联党和国家领导人。曾任吉尔吉斯苏维埃社会主义共和国最高苏维埃主席团主席，吉尔吉斯苏维埃社会主义共和国部长会议主席等职。

## 生平
- 1927年9月20日出生于楚河州阿尔恰卢村的一个农民家庭。
- 1943年参加工作，楚河州阿尔恰卢村集体农场农民，拖拉机手[2]。
- 1946年-1949年，伏龙芝灌溉技术学校学习。
- 1949年-1952年，吉尔吉斯苏维埃社会主义共和国楚河州水利局灌溉工程师。
- 1952年-1955年，塔什干农业与灌溉研究所学习。1954年加入苏联共产党。
- 1955年-1957年，吉尔吉斯苏维埃社会主义共和国科学院水资源管理研究所初级研究员。
- 1957年-1959年，吉共中央委员会科教部讲师。
- 1959年-1961年，吉共楚河州阿拉梅金区委第二书记。
- 1961年-1966年3月，吉尔吉斯苏维埃社会主义共和国土地开垦和水资源部部长。
- 1966年-1968年1月，吉共中央委员会书记处书记。
- 1968年1月-1978年8月，吉共奥什州委第一书记。
- 1978年8月-12月，吉尔吉斯苏维埃社会主义共和国最高苏维埃主席团主席[3]。
- 1978年12月-1980年12月，吉尔吉斯苏维埃社会主义共和国部长会议主席[4]。
- 1980年12月4日，在伊塞克湖畔乔尔蓬阿塔的一栋公务员疗养院里遇刺，终年53岁。葬于比什凯克。

伊布赖莫夫是苏共25大代表，第8-10届苏联最高苏维埃民族院代表。

## 暗杀事件
1980年12月4日，他在伊塞克湖畔乔尔蓬阿塔的一栋公务员疗养院里遇害。据法新社报道，他是在睡觉时被人杀死的。《苏维埃吉尔吉斯报》负责人表示，这无异于是一场“政治谋杀”，是“在苏共二十六大前夕搞的一次挑衅活动”。凶手从窗户翻近住所，首先开枪打死了睡在一楼的司机，然后跑到二楼，向他脑部射了两枪。
事后，有人怀疑这起案件是当时吉尔吉斯共产党中央委员会第一书记图尔达昆·乌苏巴利耶夫一手策划的。克格勃第一副主席菲利普·博布科夫开始着手调查这一神秘的谋杀案。几个月后，案件没有任何进展。之后，他们对嫌疑人进行了指纹等生物识别检查。不久，内务警察找到了凶手，是一名俄罗斯人，但他已经上吊身亡。警方在凶手的背包里发现了备忘录，上面写着“无论走到哪里，我都会杀死吉尔吉斯人”。吉尔吉斯方面对该调查结果表示极度不满。随后，博布科夫做出了巨大努力，以避免族群间可能发生的紧张局势。

## 评价
伊布赖莫夫为人谦虚、正直、坦诚。在工作上实事求是，从不弄虚作假，身体力行，为人民谋求利益。始终以普通人的身份工作和生活，从不享受丝毫特权。因此，他在人民中享有较高的威望。任期内从来没有发生过像沙拉夫·拉希多夫那样搞贪污腐败，瞒报棉花产量的事情。在担任奥什州委第一书记期间，他几乎每天都要穿过田野，体察老百姓的作息生活。一次，一家棉纺厂发生火灾，他甚至首当其冲，与消防员一起解救厂内工人。还有一次，同事给他女儿一张儿童话剧门票，他却把票送给了贫困家庭的孩子。
伊布赖莫夫也敢于讲真话。在莫斯科的一次部长会议上，他曾当着勃列日涅夫的面，点名批评了若干名苏联部长。讲话结束后，大家都无语了。因为在那个时候，这根本就是不可能的事情，非常容易得罪人。后来，以贪腐闻名的内务部长尼古拉·晓洛科夫甚至拒绝他的上门拜访。

## 纪念
- 两次列宁勋章
- 十月革命勋章
- 劳动红旗勋章
- 劳动英勇奖章
- 吉尔吉斯共和国英雄称号（2019年追授）[8]。